# Tenax-Menikini
La LPR Brakes-Farnese Vini, nota in precedenza come Brescialat, Liquigas, Cage Maglierie e Tenax, è stata una squadra italiana di ciclismo su strada maschile, attiva nel professionismo dal 1994 al 2009.
Dal 2005 al 2009 la squadra ha avuto licenza UCI irlandese, e gareggiato come formazione Professional Continental sotto la direzione di Fabio Bordonali, manager e direttore sportivo per quattordici anni. Cinque gli sponsor principali che si sono susseguiti nelle sedici stagioni di attività: dal 1994 al 1998 Brescialat, ditta casearia bresciana, dal 1999 al 2001 Liquigas, azienda distributrice di GPL, nel 2002 Cage Maglierie, dal 2003 al 2007 la veronese Tenax, azienda di marmo e ceramici, e dal 2008 al 2009 la piacentina LPR, produttrice di sistemi frenanti.

## Storia

### Brescialat
La squadra nasce nel 1994 come Brescialat-Ceramiche Refin (grazie al lavoro dei due sponsor Brescialat e Ceramiche Refin) su iniziativa del manager Renzo Pesenti. Già al primo anno prende parte al Giro d'Italia (non mancherà mai nelle sette edizioni seguenti), e il capitano Flavio Giupponi si classifica diciassettesimo.
Nel 1995 il direttore sportivo Primo Franchini lascia il team insieme al secondo sponsor per fondare una nuova squadra, la Refin-Cantina Tollo, portando con sé quattro corridori della Brescialat. Arrivano nuovi ciclisti, fra cui il neoprofessionista Gabriele Missaglia; nello stesso anno la squadra ottiene le prime vittorie di tappa al Giro d'Italia, con Filippo Casagrande e Mariano Piccoli, e la prima partecipazione al Tour de France. Sia nel 1995 che nel 1996, inoltre, Piccoli si aggiudica la maglia verde al Giro.
Per il 1997 viene messo sotto contratto il ventisettenne Wladimir Belli: questi conclude il Giro d'Italia di quell'anno al sesto posto, dopo essere anche giunto terzo nella penultima tappa sul Mortirolo. Nello stesso anno il consorzio partecipa per la prima volta alla Vuelta a España conseguendo una vittoria di tappa ancora con Mariano Piccoli.

### Liquigas
Nel 1999, dopo l'abbandono della Brescialat, la squadra assume la denominazione Liquigas, dal nome dell'azienda già secondo sponsor l'anno precedente. Nel 2000 arriva in squadra l'affermato Davide Rebellin, già vincitore del Campionato di Zurigo e della Clásica de San Sebastián nel 1997. Dopo un 2000 non ricco di successi, nel 2001 il veronese si aggiudica la Tirreno-Adriatico, due tappe alla Vuelta al País Vasco e diverse corse in linea.
Nella stessa annata 2000 Serhij Hončar, in forza alla Liquigas, si classifica nono al Giro d'Italia e si laurea campione iridato nella prova a cronometro su strada dei mondiali di Plouay; l'anno seguente si migliora ancora al Giro d'Italia, chiudendo al quarto posto nella classifica generale.
Al termine della stagione 2001 la Liquigas lascia la sponsorizzazione, insieme a diversi ciclisti di primo piano come Rebellin, Rastelli e Faresin, trasferitisi alla Gerolsteiner, e Hončar, Zanette e Štangelj, passati alla Fassa Bortolo. Come finanziatori principali subentrano quindi la Cage Maglierie e la Olmo.

### LPR
Nel 2008 la squadra si fonde con il Team LPR diretto da Davide Boifava ed Enrico Manzoni, assumendo una nuova denominazione, LPR Brakes-Ballan, grazie alla sponsorizzazione dell'azienda piacentina LPR Brakes; il gruppo mantiene comunque la licenza Professional Continental irlandese della BF Cycling Management Ltd, società già responsabile del team Tenax. La nuova formazione è capitanata dal vincitore del Giro d'Italia 2007 Danilo Di Luca, da Paolo Savoldelli e, a partire dal luglio 2008, anche dal velocista Alessandro Petacchi; completano l'organico sei ciclisti ex LPR, nove confermati dalla Tenax e altri tre neoacquisti. In stagione si mette in evidenza Gabriele Bosisio, con un successo di tappa al Giro d'Italia e un giorno in maglia rosa, mentre Di Luca, pur vincitore della Settimana Ciclistica Lombarda, del Giro dell'Emilia e della classifica di Coppa Italia, non va oltre l'ottavo posto al Giro.
Nel 2009 arriva un nuovo sponsor, l'ortonese Farnese Vini, e la squadra assume la denominazione LPR Brakes-Farnese Vini. Di Luca, Petacchi e gran parte della rosa vengono confermati. In stagione Petacchi è il pluri-vittorioso, con dieci successi, tra cui due tappe al Giro d'Italia; in quello stesso Giro Di Luca vince anch'egli due tappe, conclude al secondo posto della graduatoria generale e fa sua la maglia ciclamino della classifica a punti. Il 22 luglio seguente l'abruzzese risulta però positivo al CERA in due controlli effettuati al Giro stesso; l'8 agosto le controanalisi confermano la positività, Di Luca viene sospeso dall'UCI ed allontanato dalla squadra. La squalifica diventa effettiva solo nel febbraio 2010, e i risultati gli vengono revocati. Il 26 settembre seguente anche Gabriele Bosisio viene trovato positivo da un controllo antidoping, e squalificato.
A causa degli scandali doping, al termine del 2009 la LPR Brakes cessa la sponsorizzazione e la squadra viene dismessa. I dirigenti, con l'appoggio del fornitore di biciclette, la De Rosa, fondano una nuova squadra, la De Rosa-Stac Plastic, alla quale si trasferiscono ben undici corridori della vecchia LPR-Farnese. Per la nuova stagione quattro atleti, Lorenzo Bernucci, Daniele Pietropolli, Alessandro Petacchi e Alessandro Spezialetti, seguono invece lo sponsor Farnese alla Lampre-Farnese Vini.

## Cronistoria

### Annuario
| Anno | Codice | Nome                                                        | Cat. | Biciclette       | Dirigenza                                                                                                   |
| ---- | ------ | ----------------------------------------------------------- | ---- | ---------------- | --- |
| 1994 | BRE    | Brescialat-Refin                                            | -    | Battaglin        | Manager: Guglielmo Pesenti Dir. sportivi: Primo Franchini, Bruno Leali, Renzo Pesenti, Francesco Rossignoli |
| 1995 | BRE    | Brescialat-Fago                                             | -    | Wilier Triestina | Manager: Fabio Bordonali Dir. sportivi: Flavio Giupponi, Bruno Leali, Francesco Rossignoli, Dino Zandegù    |
| 1996 | BRE    | Brescialat-Verynet                                          | -    | Pinarello        | Manager: Fabio Bordonali Dir. sportivi: Francesco Rossignoli, Dino Zandegù                                  |
| 1997 | BRE    | Brescialat-Oyster                                           | -    | Pinarello        | Manager: Fabio Bordonali Dir. sportivi: Giancarlo Perini, Francesco Rossignoli, Dino Zandegù                |
| 1998 | BRE    | Brescialat-Liquigas                                         | -    | Wilier Triestina | Manager: Fabio Bordonali Dir. sportivi: Giancarlo Perini, Dino Zandegù                                      |
| 1999 | LIQ    | Liquigas                                                    | GSII | Wilier Triestina | Manager: Fabio Bordonali Dir. sportivi: Giancarlo Perini, Dino Zandegù, Paolo Dotti                         |
| 2000 | LIQ    | Liquigas-Pata                                               | GSI  | Wilier Triestina | Manager: Fabio Bordonali Dir. sportivi: Giancarlo Perini, Roberto Amadio, Paolo Dotti                       |
| 2001 | LIQ    | Liquigas-Pata                                               | GSI  | Wilier Triestina | Manager: Fabio Bordonali Dir. sportivi: Giancarlo Perini, Roberto Amadio, Paolo Dotti                       |
| 2002 | CAG    | Cage Maglierie-Olmo                                         | GSII | Olmo             | Manager: Fabio Bordonali Dir. sportivi: Giancarlo Perini, Roberto Amadio, Paolo Dotti                       |
| 2003 | TEN    | Tenax (fino al 16 aprile) Tenax-Garda Calze (dal 17 aprile) | GSII | Olmo             | Manager: Fabio Bordonali Dir. sportivi: Mario Chiesa                                                        |
| 2004 | TEN    | Tenax                                                       | GSII | Olmo             | Manager: Fabio Bordonali Dir. sportivi: Mario Chiesa, Giancarlo Perini                                      |
| 2005 | TEN    | Tenax-Nobili Rubinetterie-Salmilano                         | PCT  | Olmo             | Manager: Fabio Bordonali Dir. sportivi: Giancarlo Perini, Marco Tabai                                       |
| 2006 | TEN    | Tenax-Salmilano                                             | PCT  | Opera            | Manager: Fabio Bordonali Dir. sportivi: Flavio Miozzo, Marco Tabai                                          |
| 2007 | TEN    | Tenax-Menikini                                              | PCT  | Opera            | Manager: Fabio Bordonali Dir. sportivi: Flavio Miozzo, Marco Tabai                                          |
| 2008 | LPR    | LPR Brakes-Ballan                                           | PCT  | De Rosa          | Manager: Fabio Bordonali Dir. sportivi: Giovanni Fidanza, Mario Manzoni, Marco Tabai                        |
| 2009 | LPR    | LPR Brakes-Farnese Vini                                     | PCT  | De Rosa          | Manager: Fabio Bordonali Dir. sportivi: Giovanni Fidanza, Marco Tabai                                       |

### Classifiche UCI
| Anno | Class.     | Pos. | Migliore cl. individuale  |
| ---- | ---------- | ---- | ------------------------- |
| 1995 | -          | 17º  | Massimo Podenzana (53º)   |
| 1996 | -          | 27º  | Marco Milesi (179º)       |
| 1997 | -          | 18º  | Wladimir Belli (46º)      |
| 1998 | -          | 22º  | Marco Serpellini (31º)    |
| 1999 | GSII       | 5º   | Andrej Teterjuk (95º)     |
| 2000 | GSI        | 12º  | Davide Rebellin (7º)      |
| 2001 | GSI        | 12º  | Davide Rebellin (3º)      |
| 2002 | GSII       | 20º  | Fausto Dotti (426º)       |
| 2003 | GSII       | 24º  | Gianluca Tonetti (464º)   |
| 2004 | GSII       | 17º  | Oscar Pozzi (545º)        |
| 2005 | Europe T.  | 43º  | Ruslan Pidhornyj (150º)   |
| 2006 | Europe T.  | 11º  | Ruslan Pidhornyj (10º)    |
| 2007 | Europe T.  | 8º   | Gabriele Bosisio (29º)    |
| 2008 | Africa T.  | 10º  | Walter Proch (41º)        |
| 2008 | Europe T.  | 3º   | Danilo Di Luca (5º)       |
| 2009 | Europe T.  | 9º   | Alessandro Petacchi (5º)  |
| 2009 | World Cal. | 24º  | Alessandro Petacchi (48º) |

## Palmarès

### Grandi Giri
- Giro d'Italia

Partecipazioni: 12 (1994, 1995, 1996, 1997, 1998, 1999, 2000, 2001, 2003, 2004, 2008, 2009)
Vittorie di tappa: 10
1995 (Filippo Casagrande, Mariano Piccoli)
1997 (Roberto Sgambelluri)
1998 (Mariano Piccoli)
2000 (Cristian Moreni)
2001 (Ellis Rastelli, Denis Zanette)
2008 (Gabriele Bosisio)
2009 (2 Alessandro Petacchi)
Vittorie finali: 0
Altre classifiche: 3
1995 Scalatori (Mariano Piccoli)
1996 Scalatori (Mariano Piccoli)
1998 Punti (Mariano Piccoli)
- Tour de France

Partecipazioni: 2 (1995, 1996)
Vittorie di tappa: 0
Vittorie finali: 0
Altre classifiche: 0
- Vuelta a España

Partecipazioni: 5 (1994, 1997, 1998, 1999, 2000)
Vittorie di tappa: 2
1997 (Mariano Piccoli)
1999 (Cristian Moreni)
Vittorie finali: 0
Altre classifiche: 0

### Campionati nazionali
Strada
- Campionati kazaki: 1

In linea: 1999 (Andrej Teterjuk)
- Campionati moldavi: 2

In linea: 1998 (Ruslan Ivanov)
Cronometro: 1998 (Ruslan Ivanov)
- Campionati svizzeri: 1

In linea: 1994 (Felice Puttini)
- Campionati ucraini: 3

Cronometro: 2000, 2001 (Serhij Hončar); 2008 (Ruslan Pidhornyj)
- Campionati sloveni: 2

In linea: 2000 (Gorazd Štangelj)
Cronometro: 2004 (Dean Podgornik)
Pista
- Campionati italiani: 4

Madison: 1996 (Marco Villa)
Inseguimento a squadre: 2007 (Claudio Cucinotta, Giairo Ermeti)
Inseguimento individuale: 2007 (Giairo Ermeti)
Scratch: 2007 (Giairo Ermeti)
- Campionati svizzeri: 1

Mezzofondo: 1994 (Felice Puttini)

### Altri successi
Campionati del mondo
- Cronometro: 1

2000 (Serhij Hončar)
- Americana: 1

1996 (Marco Villa)